# RS (rapper)
Jay-Ronne Grootfaam (Amsterdam, 27 oktober 2000 – aldaar, 3 september 2019), beter bekend onder zijn pseudoniem RS of TrappyDemon, was een Nederlandse drillrapper en de voormalig voorman van de drillgroep FOG uit Venserpolder. Hij is omschreven als het "bekendste lid" van FOG, een groep die tot "de top" van de Nederlandse drillrap zou behoren, en staat bekend als een van de belangrijkste figuren uit de geschiedenis van dit genre.

## Biografie
Grootfaam werd op 27 oktober 2000 te Amsterdam geboren. Hij werd opgevoed door ouders met een Surinaamse achtergrond. 
Als tiener volgde hij vmbo-onderwijs aan het Bindelmeer College in Amsterdam. Dit college bestond toendertijd voor 95% uit zwarte leerlingen, afkomstig uit vaak armoedige gezinnen. De toenmalig directeur heeft over deze periode verteld: "Alles wat de laatste jaren in Zuidoost is gebeurd, het wapengeweld, jongens die zijn neergeschoten, jongens die zijn neergestoken – het speelt zich allemaal af rond deze school."
In deze tijd belandde hij in een vete, en begon hij zich in toenemende mate met hiphop bezig te houden. Rond deze tijd richtte Grootfaam met anderen de drillrapgroep FOG op.

## Muziek
Grootfaams muziek werd gekenmerkt door een duistere en demonische esthetica. In zijn teksten verwees hij naar zichzelf als demoon, en diste hij rivalen terwijl hij met dolken, kapmessen en pistolen liep te zwaaien. Verder gingen zijn teksten met name over geweld, criminaliteit en Venserpolder, de wijk die hij "Zone 2" noemde. Zijn magnum opus was ongetwijfeld de single Zone2Drillaz, waarmee hij zichzelf en FOG op de kaart zette in Nederlandse drillrapkringen.

## Dood
Grootfaam werd op de vooravond van 3 september 2019 met een kapmes doodgestoken bij Bijlmerflat Florijn. De destijds 18-jarige rapper overleed aan een halswond. De verdachten en het slachtoffer behoorden tot twee rivaliserende drillgroepen die elkaar uitdaagden in video's die op het internet waren te zien. Het was de eerste keer dat er in Nederland een dode viel vanwege een drillrapvete. Het incident trok landelijk de aandacht.
Grootfaams dood vormde een belangrijk moment voor de maatschappelijke discussie omtrent de toename van messengeweld onder jongeren en de vraag naar wat voor rol drillmuziek hierin zou spelen. Zo beschouwde criminoloog Jeroen van den Broek, die naar aanleiding van het incident werd geïnterviewd door de Volkskrant, drillmuziek als "een belangrijke schakel in een verhitte onlinecultuur waarin de bedreigingen makkelijk over en weer vliegen en offline tot een kookpunt komen." Volgens de politie heeft het er alle schijn van dat het incident verband houdt met drillmuziek. Na het incident werden er zorgen uitgesproken over het feit dat de straat- en jeugdcultuur "hard aan het veranderen" zou zijn, zoals de toenmalige hoofdcommissaris van politie Amsterdam Frank Paauw het verwoordde.
Volgens het Parool ging op straat het verhaal dat naasten van Grootfaam 11.000 euro bloedgeld hadden uitgeloofd om zijn dood te wreken. De Volkskrant rapporteerde dat het 13-jarige stiefbroertje van een vermoedelijke dader ondergedoken was nadat hij aan een liquidatiepoging was ontsnapt die als represaille was bedoeld.

## Discografie
Videoclips
- Ik Geloof Niet (met KT) (2015)
- No Hook (met Lowkey) (2018)
- Facts (met Lowkey) (2018)
- Zone2Drillaz (2019)
- Pressure (met RK & Lowkey) (2019)

Losse nummers
- 2K18 (2018)
- TwoTwoStep (2018)

Sessies
- Bam sessies 35 (2017)
- Hardest Blocks (met Lowkey, RK, Jovv, V2 & S2lenciio) (2019)

Postuum uitgegeven
- Lifestyle (met KT) (2020)